# Copiglia

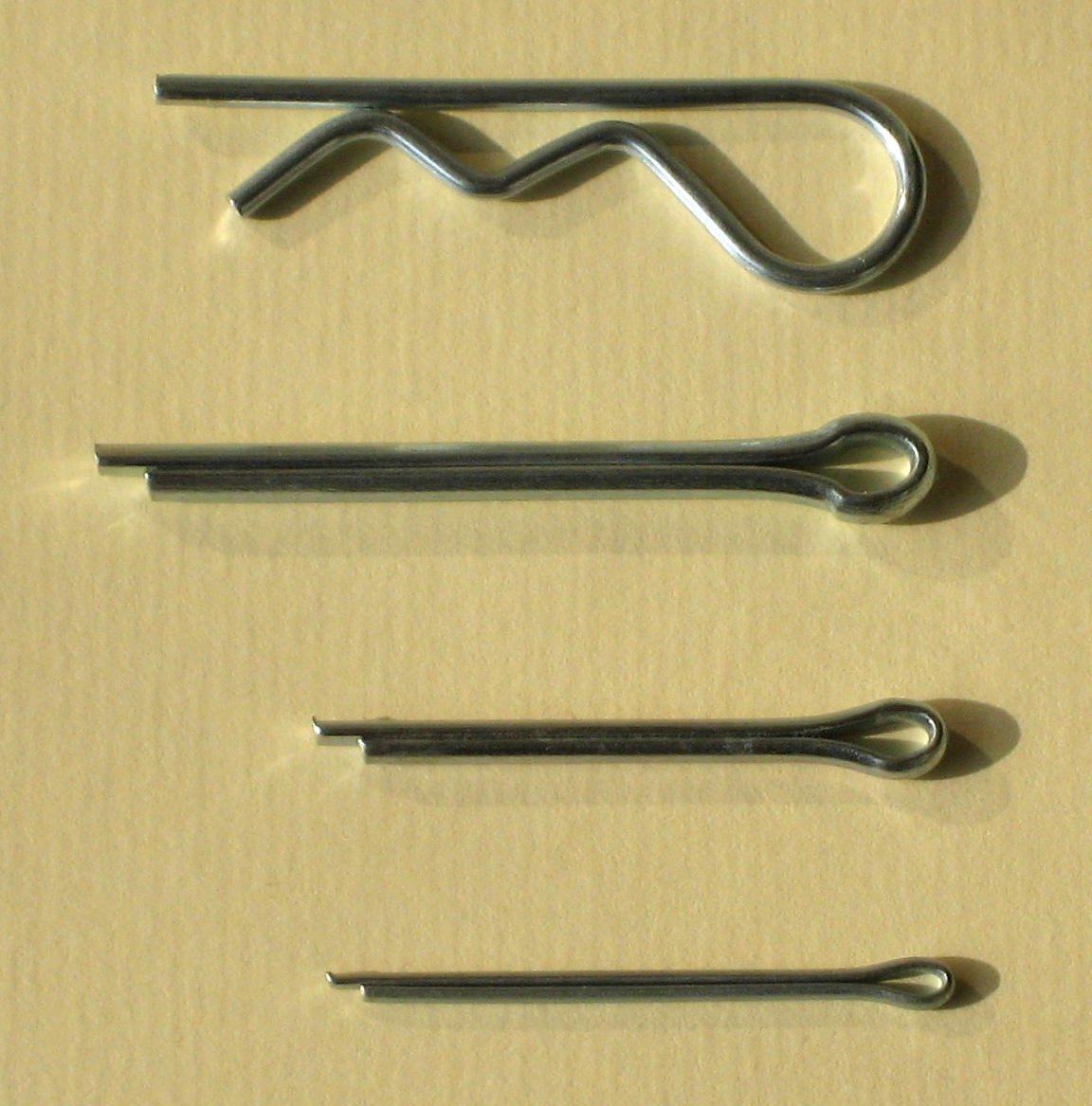
Tre copiglie normali ed una copiglia elastica

La copiglia  (o coppiglia) è un organo meccanico di unione, che impedisce ad un dado di svitarsi o ad un perno di sfilarsi dalla sua sede.

## Descrizione

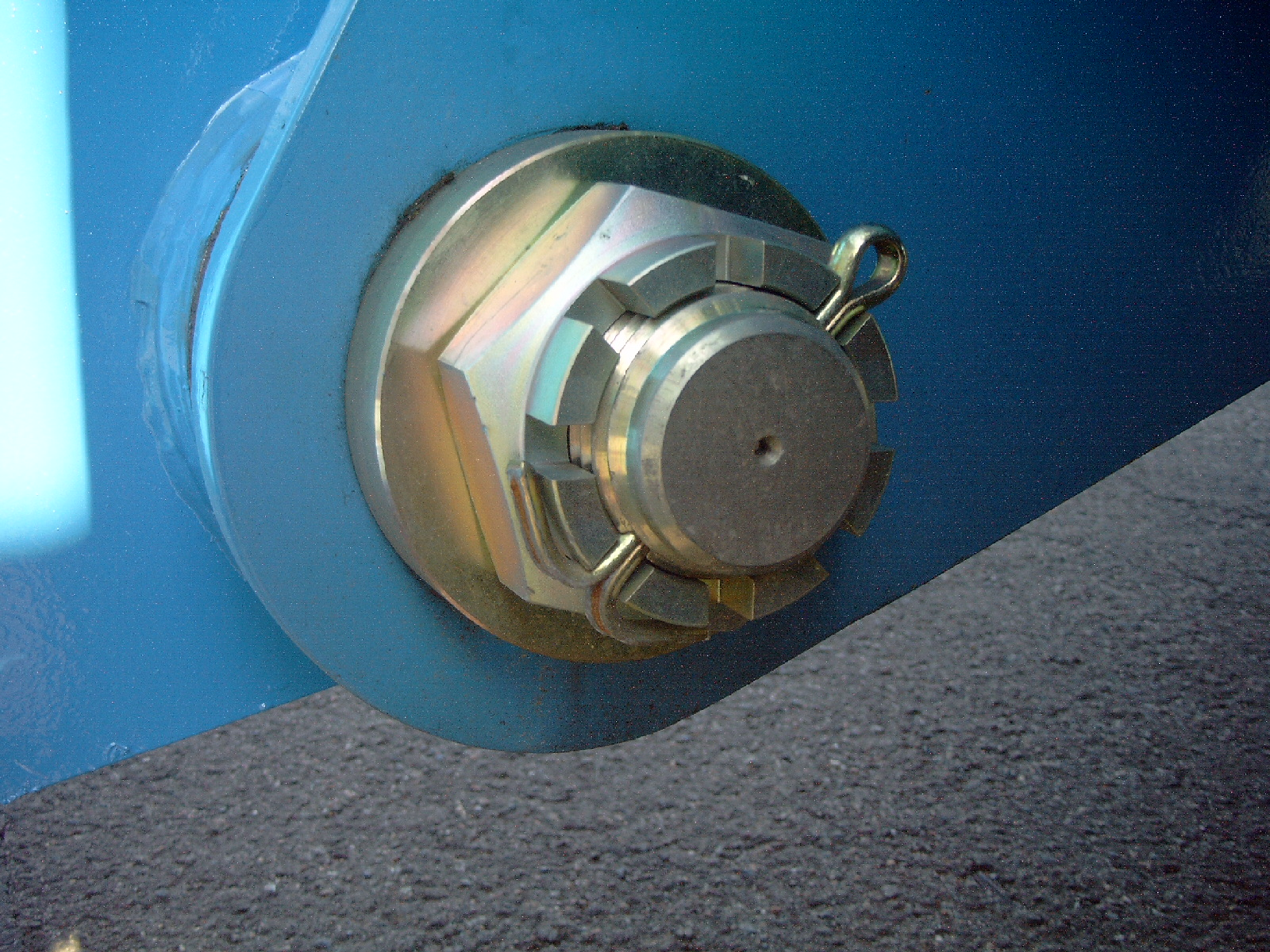
Una copiglia messa in opera su un dado ad intagli

Le diverse versioni della copiglia

Si presenta vagamente come un chiodo tagliato in due in senso longitudinale, ma in realtà è formata da una barretta di metallo a sezione semicircolare, ripiegata su se stessa dopo aver formato un occhio e con le due estremità di lunghezza diversa per facilitarne l'apertura.

## Varianti

### Copiglia elastica

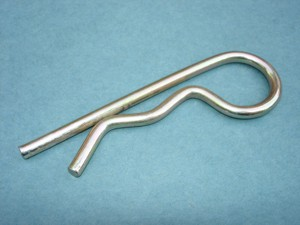
Una copiglia elastica

Viene chiamata anche copiglia di sicurezza elastica o R-Clip, ed è costituita da una barretta ripiegata, con una parte rettilinea e la seconda sagomata in modo da potersi flettere senza deformarsi, cosicché la copiglia può essere riutilizzata.
L'estremo rettilineo va infilato nel foro, mentre l'altro è sagomato in modo da far direttamente presa elastica sul perno. La copiglia elastica è utile specialmente nei casi in cui sia previsto un frequente smontaggio e rimontaggio.

### Copiglia a scatto

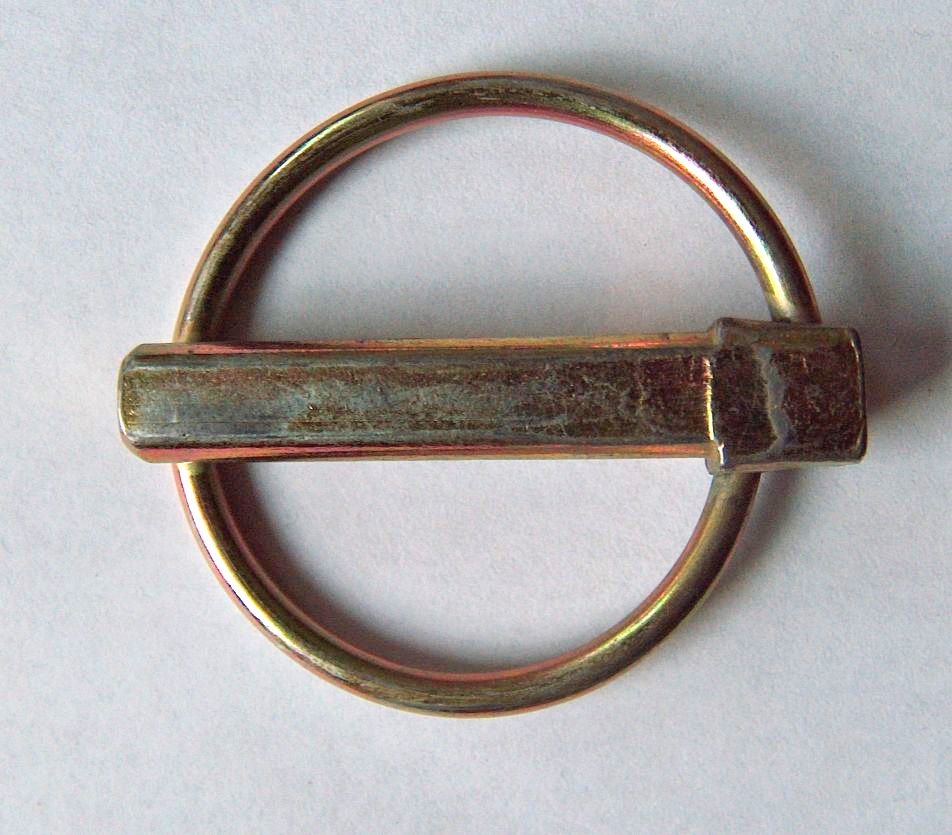
Copiglia a scatto

È formata da anello a scatto esterno e da una barretta più resistente di quella della copiglia elastica, in quanto generalmente viene utilizzata per resistere a carichi superiori rispetto a quelli previsti per quest'ultima. L'anello ha il compito di far sì che il chiodo centrale non fuoriesca dal perno in cui è stato vincolato e dà una maggior sicurezza rispetto alla tenuta della copiglia elastica.

### Copiglia ad anello

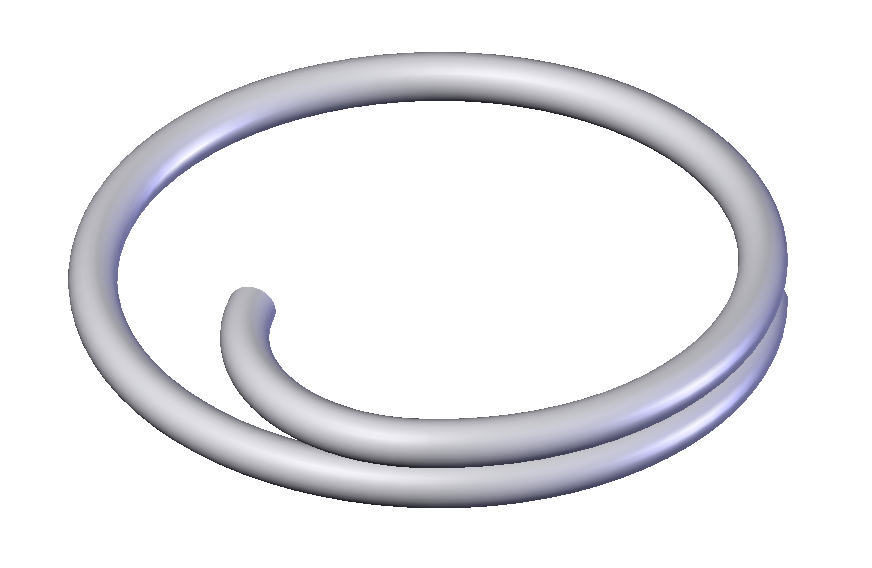
Una copiglia ad anello

È costituita da un filo metallico, avvolto ad anello in più spire, con un'estremità ulteriormente piegata verso l'interno.
Si utilizza infilandone un'estremità nel foro del perno o della vite, facendo ruotare la copiglia così come si fa con un anello portachiave, fino a che siano passate tutte le spire così da impedire una fuoriuscita accidentale.
È utilizzata principalmente nelle imbarcazioni a vela perché la sua forma non presenta sporgenze pericolose.
Ce ne sono di diverse grandezze che variano per diametro del filo, diametro dell'anello, numero di spire.

## Uso
La copiglia viene utilizzata principalmente quando:
- vi sia il rischio che un dado si allenti a causa delle vibrazioni;
- si voglia evitare lo sfilamento di un perno dalla sua sede (in questo caso viene inserita in un foro praticato nel perno, preceduta da una rondella);
- sia previsto un frequente smontaggio e rimontaggio.

## Messa in opera

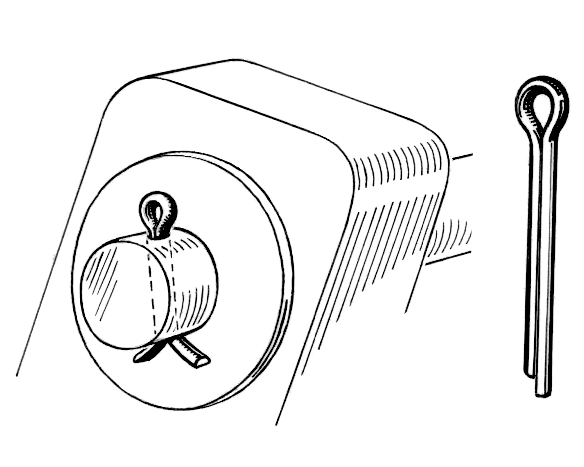
Messa in opera di una copiglia tradizionale

Per la messa in opera della copiglia si procede:
- se necessario, occorre stringere il bullone o infilare l'organo sul perno; generalmente per i bulloni si preferiscono quelli muniti d'intagli per aumentare l'effetto della copiglia;
- si fa passare la copiglia nel foro della vite o del perno;
- se la copiglia è del tipo semplice, se ne ripiegano le estremità in modo da evitare il suo sfilamento.